# Magdalenenstraße 13 (Darmstadt)
Das Haus Magdalenenstraße 13 ist ein Bauwerk in Darmstadt.

## Geschichte und Beschreibung
Das Haus Magdalenenstraße 13 wurde im Jahre 1606 erbaut.
Stilistisch gehört das Gebäude zur Renaissance.
Das Haus entstammt der ersten Bauphase der Alten Vorstadt und wurde im Zweiten Weltkrieg teilweise zerstört.
Nach dem Krieg wurde das Gebäude wiederaufgebaut.
Im Jahre 1985 wurde das Gebäude saniert, der Renaissance-Giebel wurde rekonstruiert, die Seitenwände wurden als Sichtfachwerk aufgebaut.
Im Inneren wurde die Original-Spindeltreppe aus Eichenholz restauriert und wieder eingebaut.
Die Fassade ist  verputzt.

## Denkmalschutz
Das Haus Magdalenenstraße 13 ist ein typisches Beispiel für den Renaissancebaustil in Darmstadt.
Aus architektonischen und stadtgeschichtlichen Gründen gilt das Gebäude als Kulturdenkmal.